# Ernst Ribbat
Ernst Christoph Ribbat (* 11. Februar 1939 in Heydekrug in Ostpreußen) ist ein deutscher Germanist.

## Leben
Ribbat studierte Germanistik, evangelische Theologie und Philosophie, zeitweise ergänzt durch Vorlesungen und Seminare in Geschichte, Soziologie und Pädagogik, in Göttingen (SS 1958 bis WS 1959/60), Tübingen (SS 1960 und WS 1960/61) und Münster (seit SS 1961). Er legte im Herbst 1961 die Vorprüfung in Philosophie und Pädagogik und im Januar 1964 die erste Staatsprüfung für das Lehramt an Gymnasien ab. Nach der Promotion 1968 und der Habilitation 1974 mit venia legendi für Neuere deutsche Literatur ist er seit 1980 Inhaber einer C3-Professur für Neuere deutsche Literatur im Fachbereich Germanistik der Universität Münster.

## Schriften (Auswahl)
- Die Wahrheit des Lebens im frühen Werk Alfred Döblins. Münster 1970, OCLC 732322356.
- Ludwig Tieck. Studien zur Konzeption und Praxis romantischer Poesie. Kronberg im Taunus 1978, ISBN 3-7610-8002-6.
- Hrsg.: Dialoge mit der Droste. Kolloquium zum 200. Geburtstag von Annette von Droste-Hülshoff. Paderborn 1998, ISBN 3-506-77209-0.
- Johann Wolfgang Goethe. Biografie für Liebhaber. Warendorf 2013, ISBN 978-3-87716-672-7.